# Catedral de San Bavón (Gante)
La catedral de San Bavón en Gante (en neerlandés: Sint Baafskathedraal) es un edificio religioso católico que funciona como la sede de la diócesis de Gante. Recibe su nombre de san Bavón, santo que vivió entre 589 y 654, nacido en una noble familia franca cerca de Lieja, santo patrón de Gante, (Bélgica) y Haarlem (Países Bajos).

## Historia

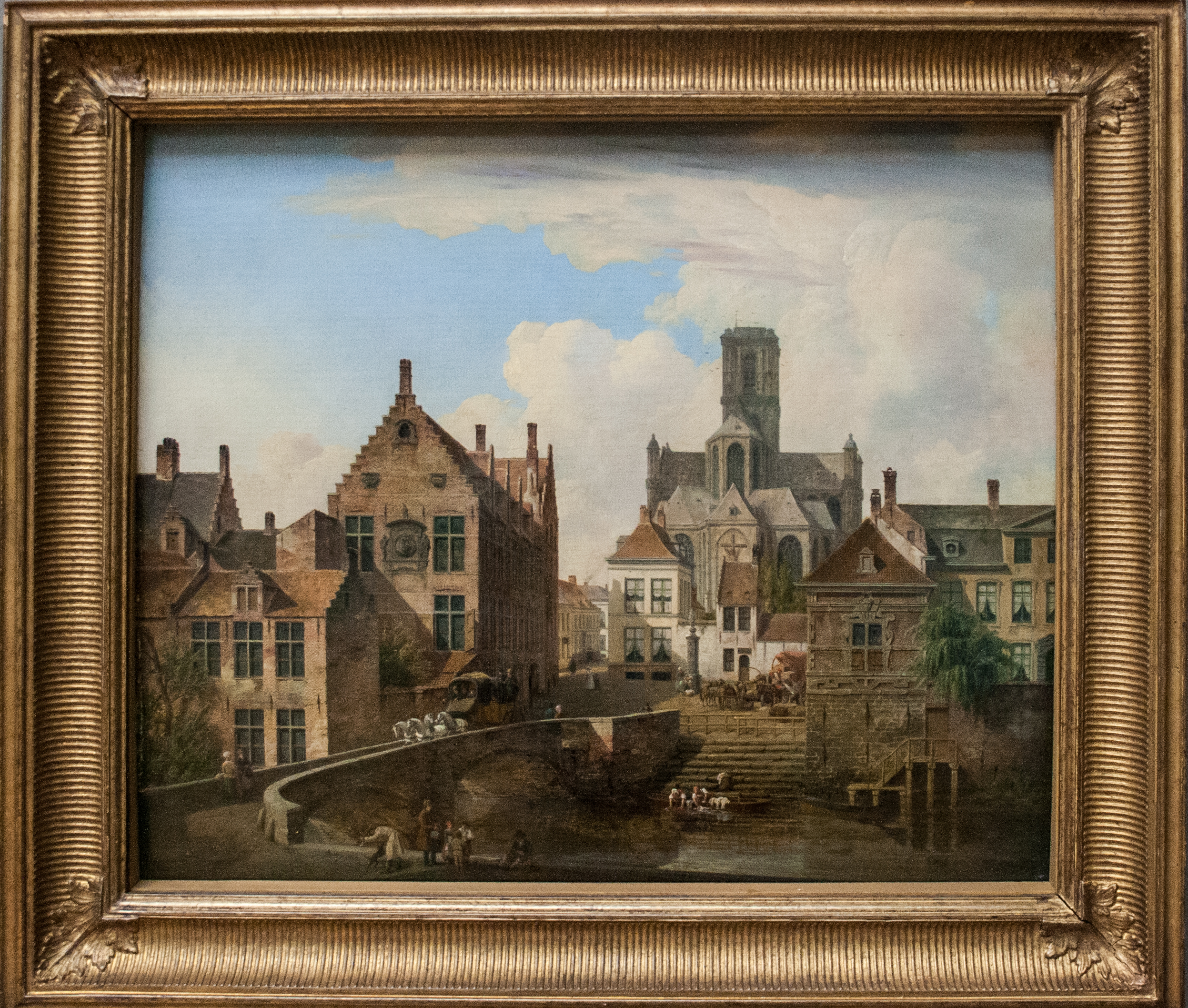
circa 1830

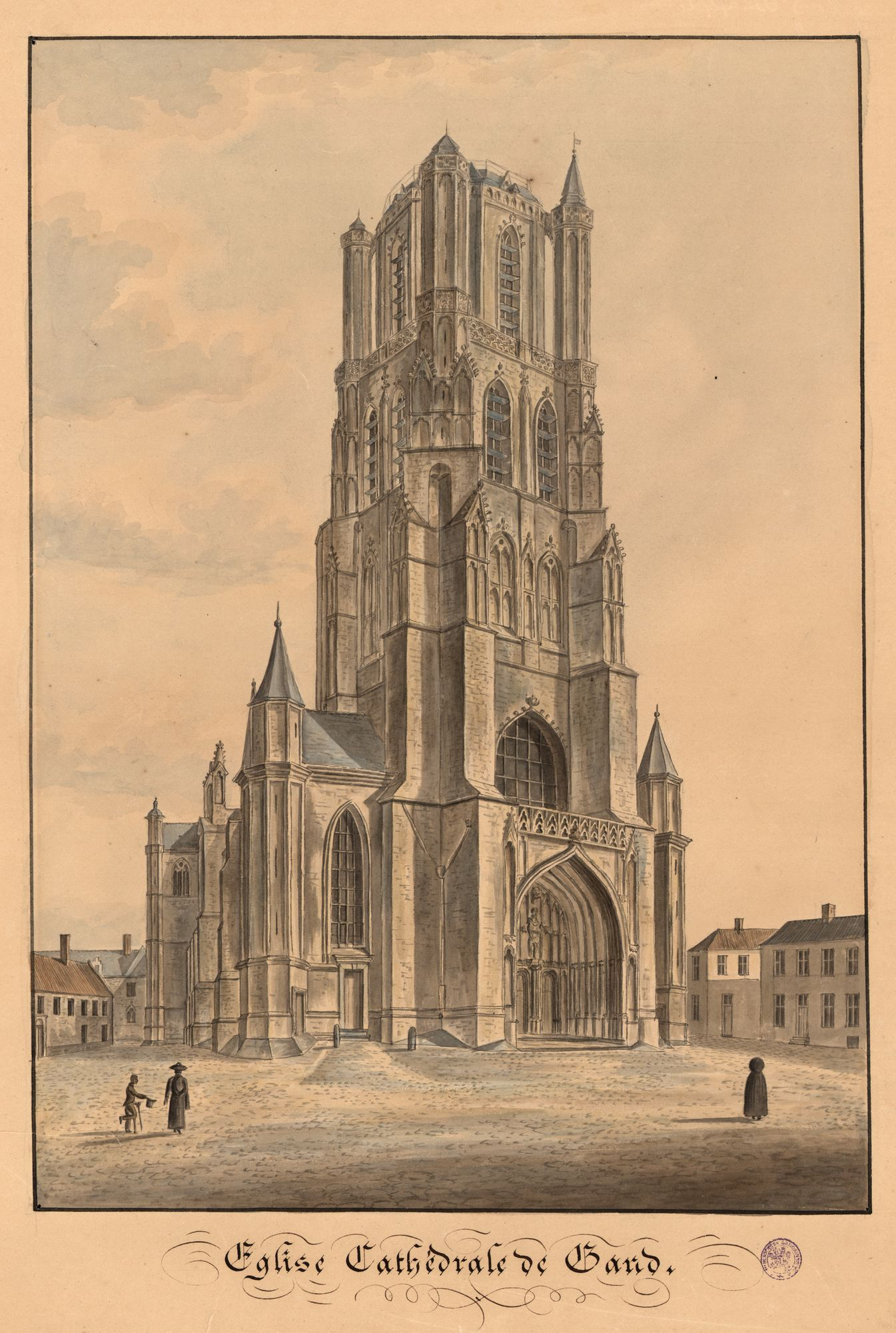
circa 1820

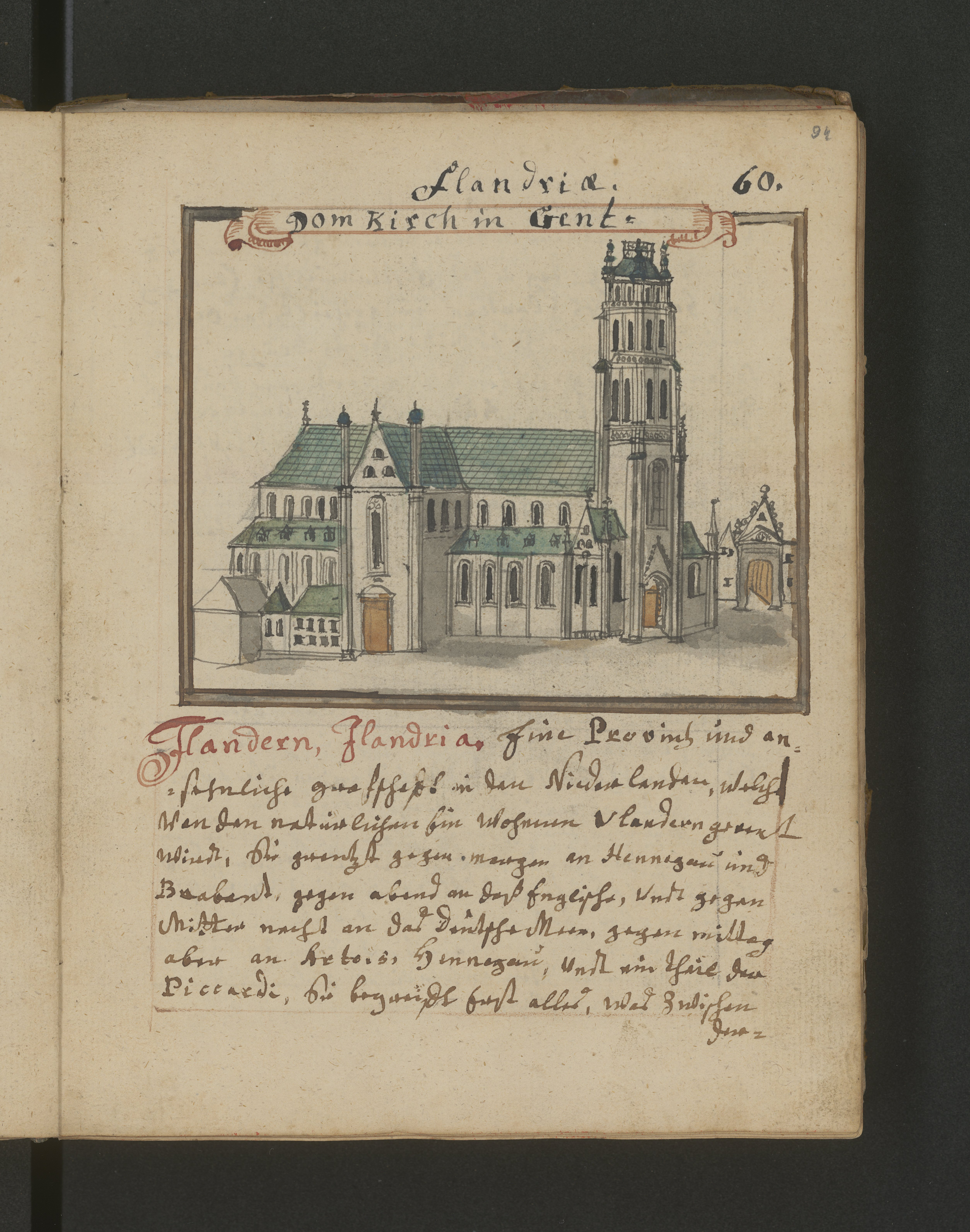
segunda mitad del siglo 18

En 1539, como resultado de la rebelión contra Carlos V, la antigua abadía de San Bavón se demolió para construir una ciudadela. Su abad y monjes tuvieron que trasladarse a la iglesia de San Juan, que ampliaron y que desde entonces se convirtió en la iglesia de San Bavón. Precisamente en ella había tenido lugar el bautismo de Carlos V.
La antigua capilla de San Juan Bautista era una construcción primordialmente de madera; había sido consagrada en 942 por Transmaro, obispo de Tournai y Noyon. Aun se conservan restos de esta edificación original en la cripta de la catedral. (También se ven en la cripta restos de la ampliación de la capilla en estilo románico, de 1038).
Cuando en 1559 se fundó la diócesis de Gante, la iglesia se convirtió en catedral; ese mismo año se celebró en ella el XXII capítulo de la Orden del Toisón de Oro, el último que se celebraría en los Países Bajos.
En el periodo posterior, de los siglos XIV al XVI, se emprendieron continuos proyectos de ampliación en estilo gótico, anadiéndose un nuevo coro, las capillas radiales, el transepto, una sala capitular, las naves laterales y una sección occidental con una sola torre. La construcción se consideró acabada el 7 de junio de 1569.

## Obras de arte
La catedral es conocida por albergar el retablo de la Adoración del Cordero Místico, conocido también como Políptico de Gante, obra de Hubert y Jan van Eyck. Conservado desde el 11 de julio de 1986 en la capilla de Villa, anteriormente se conservó en la Capilla de J. Vijd donde fuera colocado el 6 de mayo de 1432. Esta obra está considerada como la obra maestra de estos dos artistas y uno de los más importantes ejemplos de pintura medieval de Europa Occidental.

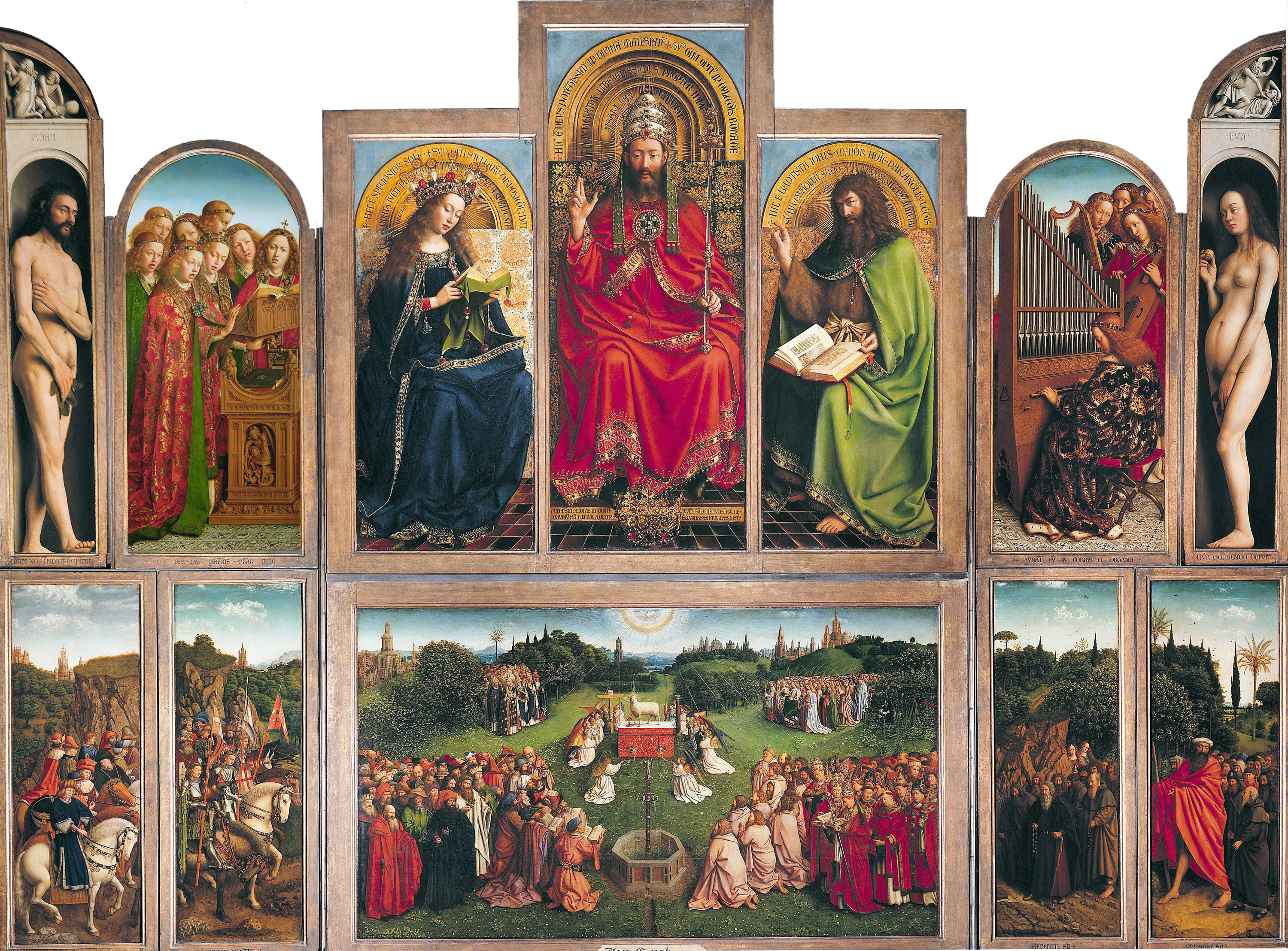
La Adoración del Cordero Místico, por Hubert y Jan van Eyck.

La catedral alberga obras de otros artistas de renombre, como San Bavón entra en el convento de Gante (1624), por Pedro Pablo Rubens en el transepto occidental; Escenas de la Vida de San Landoaldo, obra de P. Van Huffel (1808) ubicada en la capilla de san Landoaldo; San Macario, patrón de los apestados, de Gaspar de Crayer (1632?), ubicada en la capilla de san Macario; La Asunción de la Virgen, también de Gaspar de Crayer, en la capilla de Nuestra Señora de los Ángeles; Las siete obras de Misericordia (1575) de Michel Coxcie, en la capilla de san Pedro; La glorificación de San Bavón (1705-1719), de 18 metros de altura, del pintor procedente de Amberes, H.F. Verbruggen, que integra el altar mayor; El martirio de san Lieven (1633), patrono de Gante, pintado por Gerard Seghers, en la capilla de San Lieven; La resurrección de Lázaro (1608) pintada por Otto van Veen, maestro de Rubens, conservada en la capilla de san Pedro y san Pablo; El martirio de Santa Bárbara de Gaspar de Crayer, en la capilla de santa Bárbara; La decapitación de San Juan Bautista (1657-1658) del mismo artista, ubicada en la capilla de santa Coleta; el monumento funerario de Viglius van Aytta (último preboste mitrado del capítulo de San Bavón y consejero de Carlos V) pintado por Frans Pourbus (1571), con las imágenes de Jesucristo en medio de los doctores, La circuncisión y El bautismo de Jesucristo, ubicado encima del altar de la capilla de san Nicolás, y la pintura Salomón recibe a la Reina de Saba, de Lucas de Heere (1559), que representa idealizadamente al rey español Felipe II.
Asimismo destacan en la catedral las puertas de ingreso hechas de roble en 1572 con el escudo de Viglius van Aytta, y el púlpito de mármol blanco de Carrara y roble de Dinamarca, obra de L. Delvaux (1745) que representa El triunfo de la verdad sobre el tiempo.
En el interior de la catedral se conservan una caja de órgano, probablemente de B. van Dickele (1656); el órgano de P. Destré y L. Bis, restaurado en 1767 por el gantés L. B. van Peteghem, combinado en 1935 con el órgano de la Exposición Internacional de Bruselas por J. Klais de Bonn.
Entre los vitrales de la catedral destaca el que tiene por tema a los Santos de la diócesis de Gante (1870), de J. de Bethune. La pila bautismal fue realizada por A. Portois en 1809; el via crucis de estilo neogótico es obra de A. de Beule (ca. 1900), mientras que el crucifijo del altar mayor y los candelabros fueron regalados por Napoleón en 1803, con motivo de su visita a Gante. La catedral también conserva en el coro, desde 1668, unos candelabros de cobre, (ca. 1530), obra de Benedetto de Rovezzano (Italia), llegados de Inglaterra, antigua propiedad de Tomb House de Windsor (tienen grabadas las rosas de los Tudor y el escudo de Enrique VIII), adquiridos por monseñor A. Triest.

### Enterramientos
- Viglius van Aytta (1507-1577), último preboste mitrado del capítulo de San Bavón y consejero de Carlos V y de Felipe II
- Cornelius Jansen (1510–1576), primer obispo de Gante (1565–1576)
- Ignaz Augustus Schetz van Grobbendonck (1625–1680), 11.º obispo de Gante (1679–1680)
- Gerard van Eersel (fallecido en 1778),  obispo de Gante
- Príncipe Ferdinand de Lobkowitz (1726–1795) obispo de Gante, 1779–1795.
- Jan van de Velde (1779–1838), 20.º obispo de Gante
- Karl vanden Bosch, obispo de Gante
- Karl-Justus Calewaert (1893–1963), 27.º obispo de Gante (1948–1963).
- Jan de Smet, obispo de Gante
- Micaela de Valois (1395–1422), duquesa de Burgundia

## Galería de imágenes

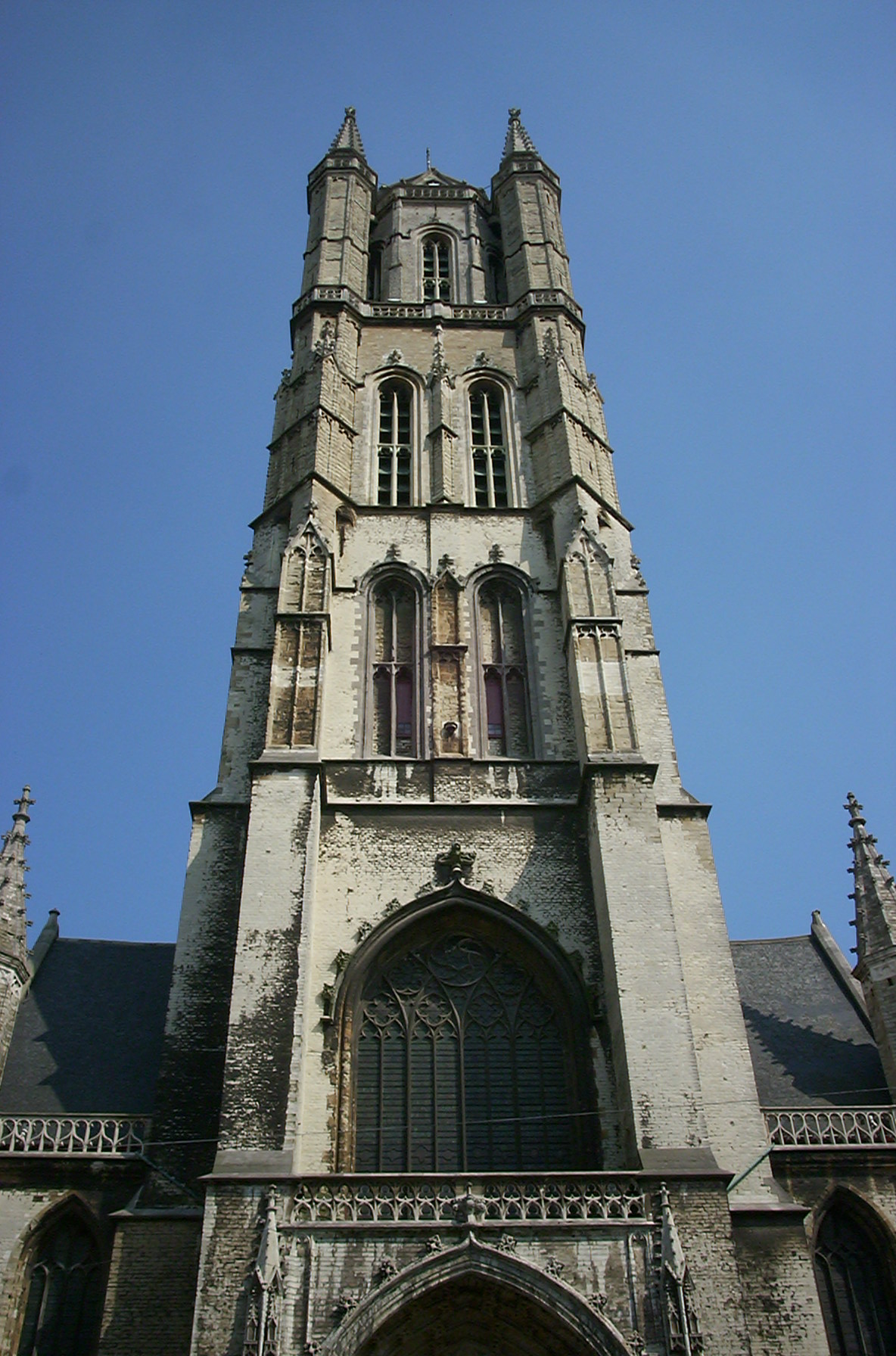
Torre de la catedral.
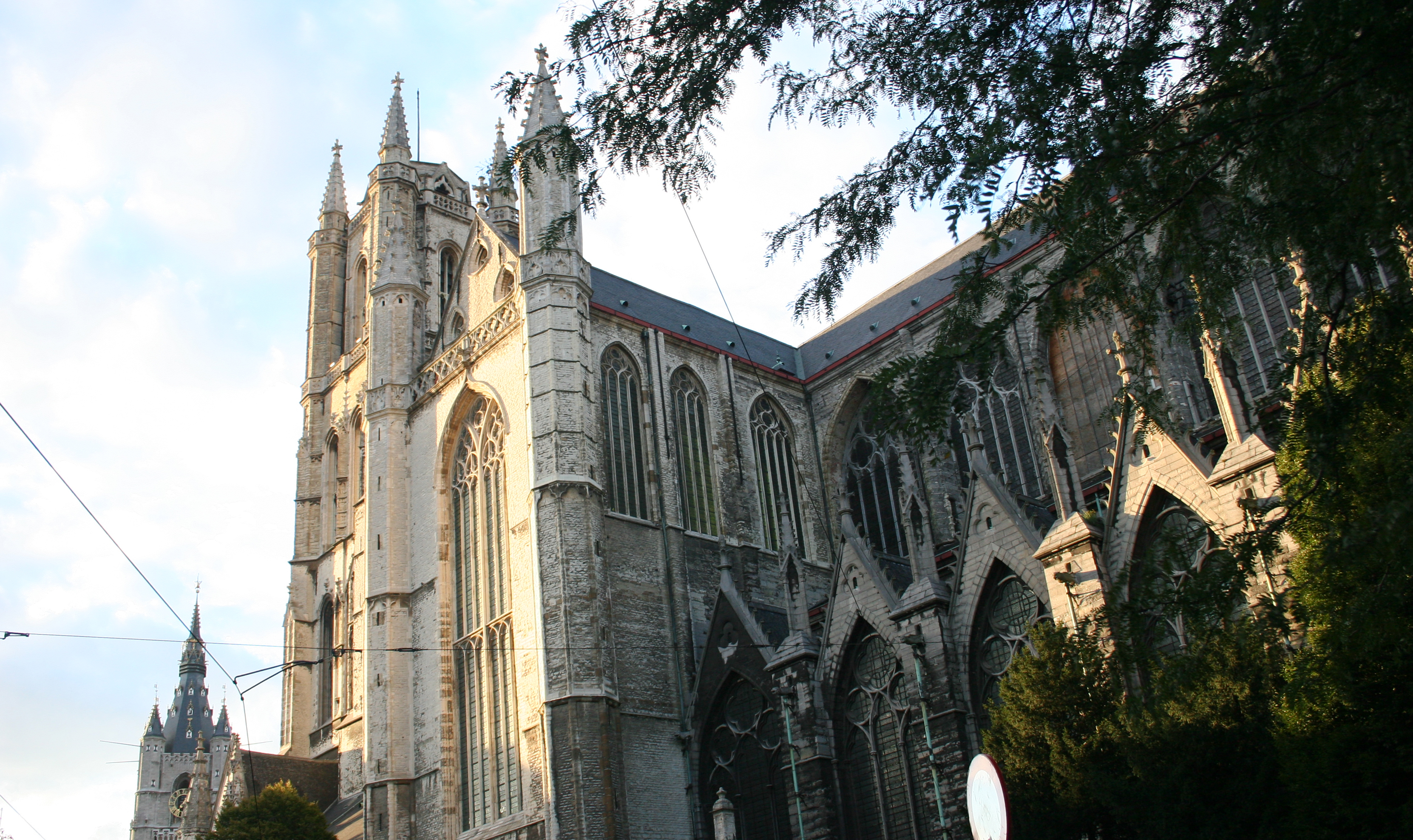
Vista del transepto.
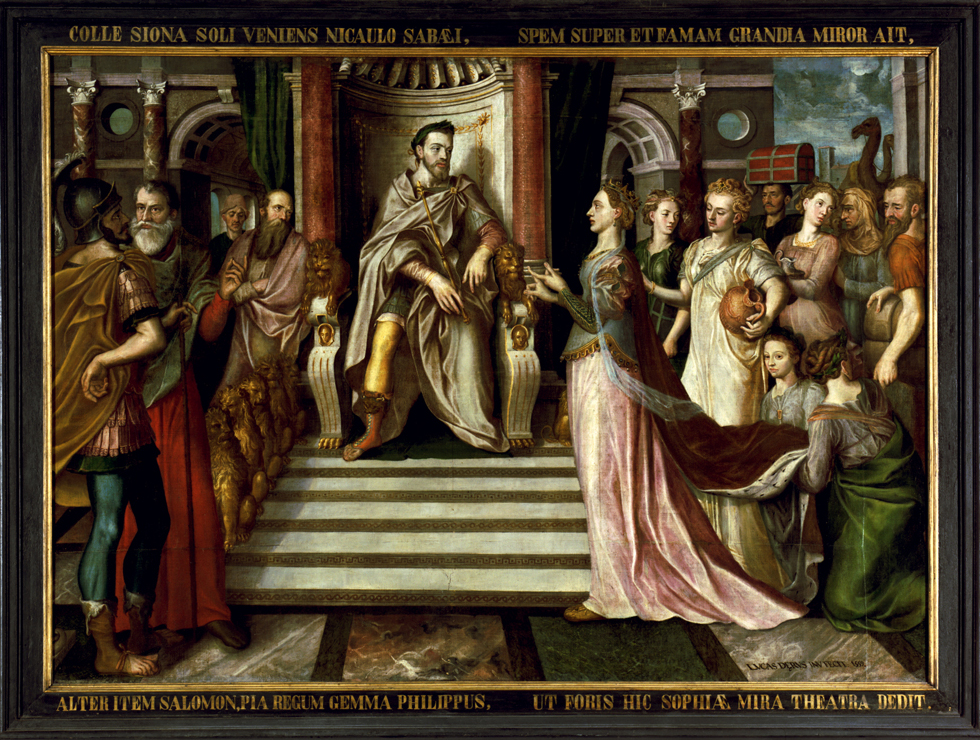
Salomón y la Reina de Saba, por Lucas de Heere.
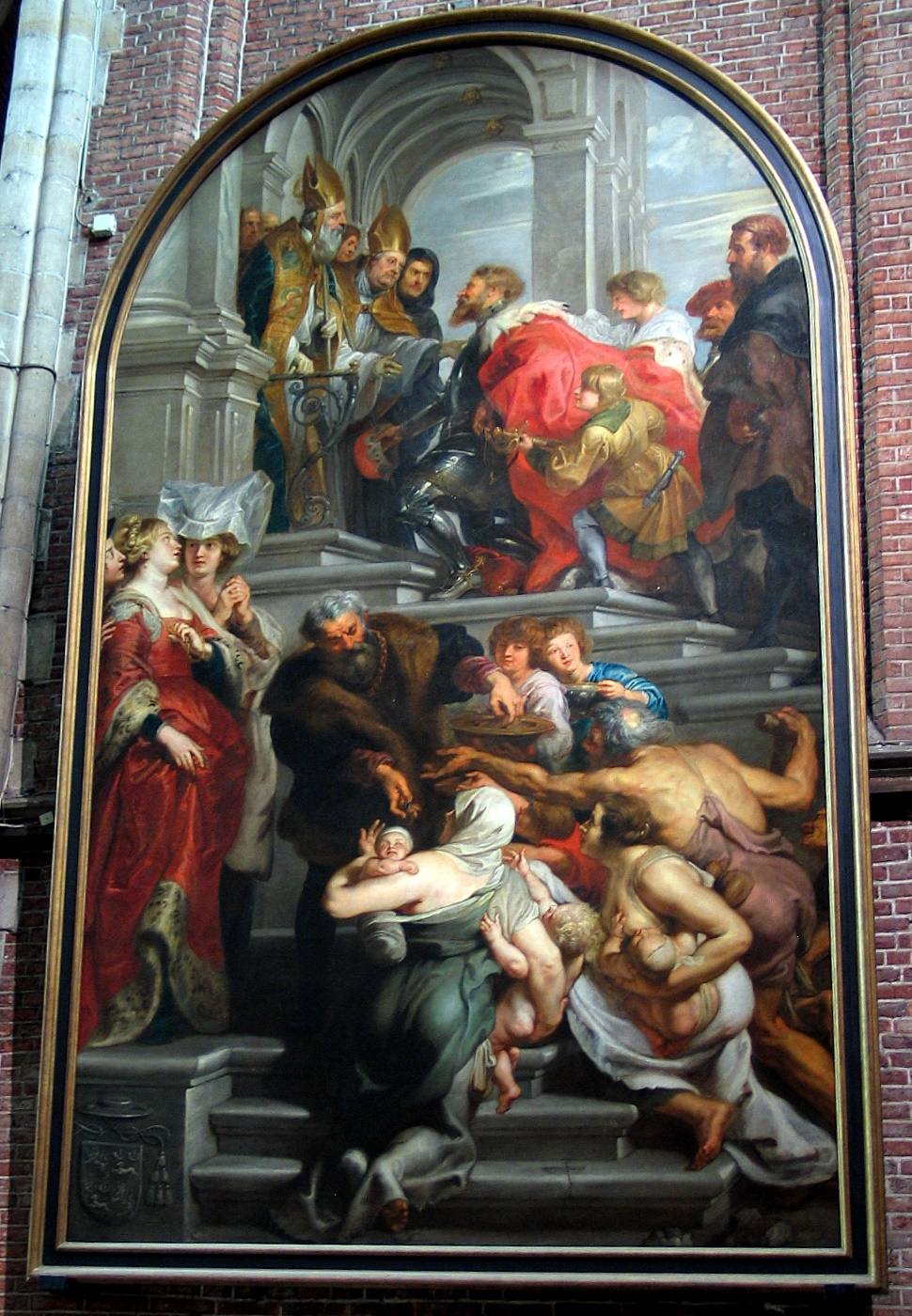
San Bavón en el convento de Gante, por Rubens.
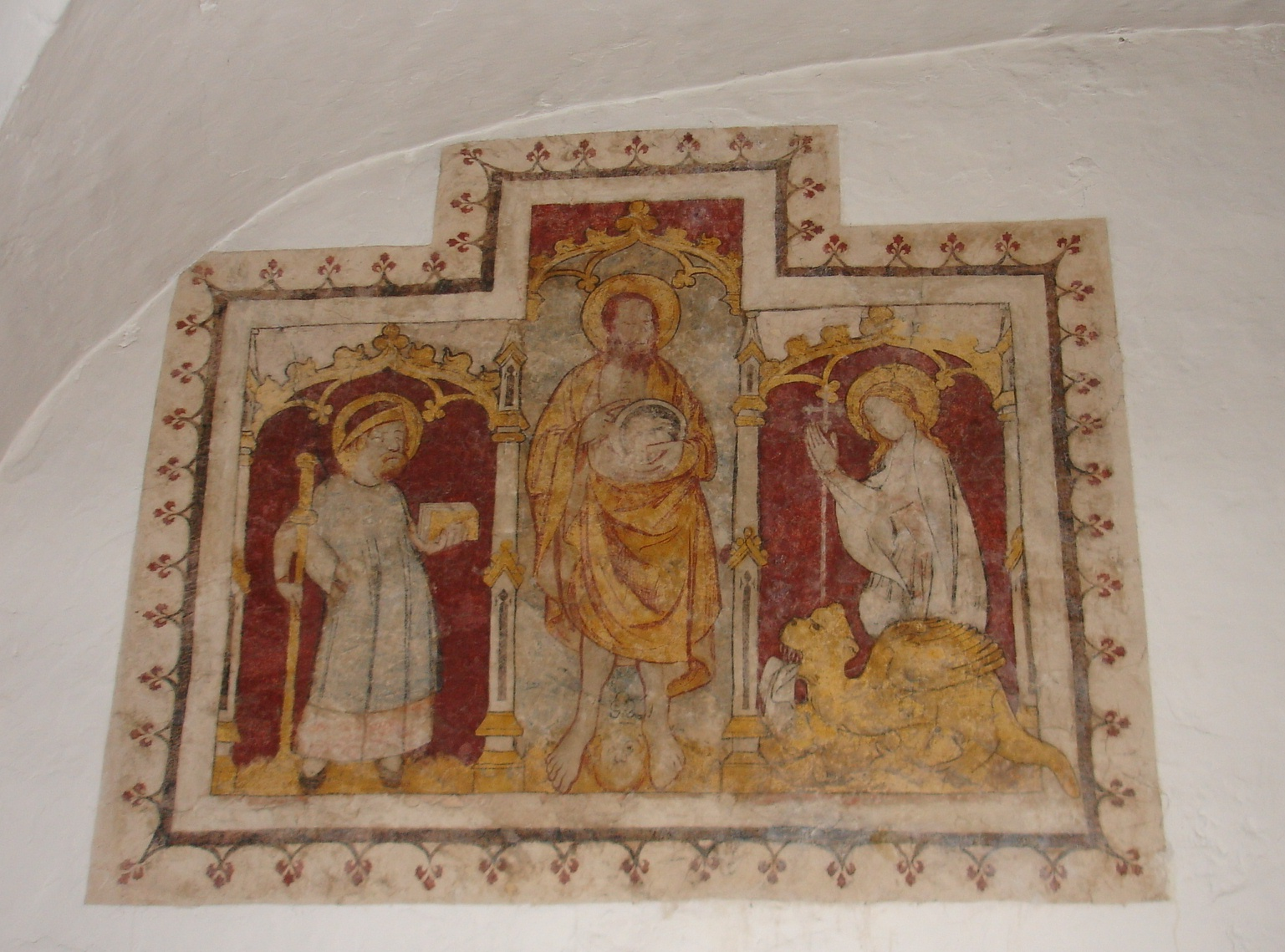
Pinturas de estilo gótico en la cripta.
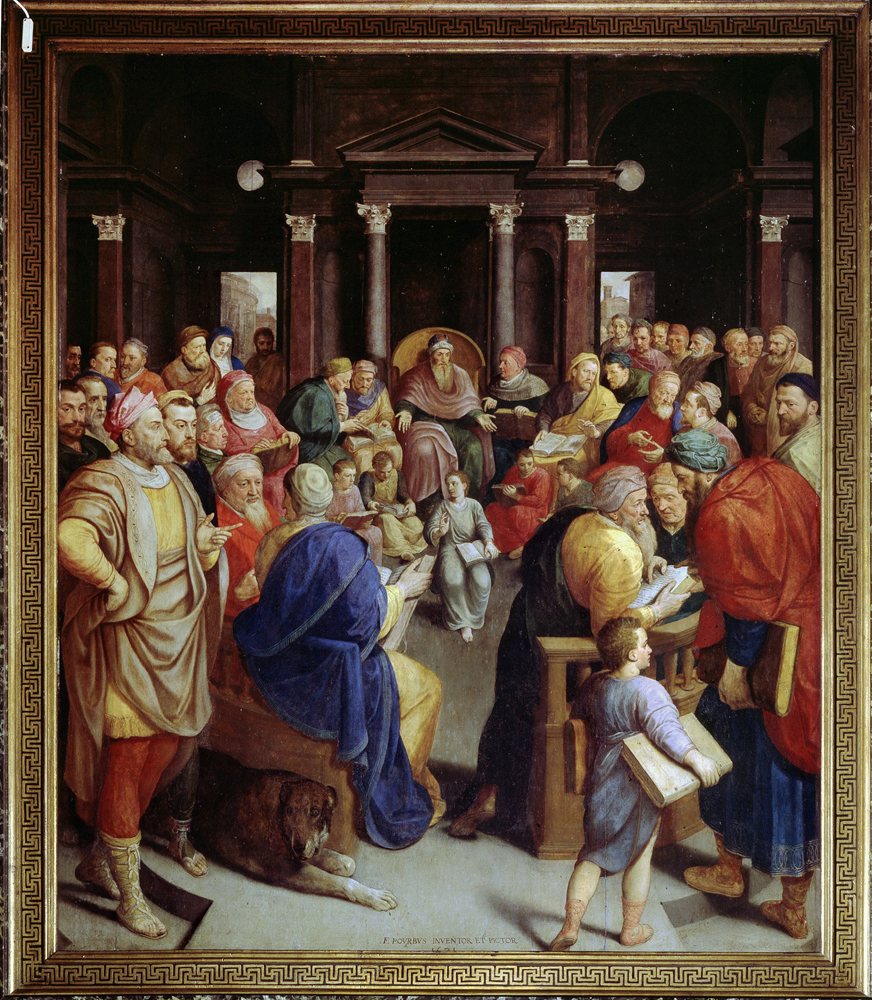
Cristo entre los doctores, 1571. Tabla central del tríptico de Viglius van Aytta, por Frans Pourbus el Viejo.